# Innaarsuit Helistop
Innaarsuit Helistop (IATA: , ICAO: BGIN) er en grønlandsk flyveplads beliggende i Innaarsuit med et gruslandingsområde på 27 m x 18 m. I 2008 var der 509 afrejsende passagerer fra flyvepladsen fordelt på 102 starter (gennemsnitligt 4,99 passagerer pr. start).
Innaarsuit Helistop drives af Mittarfeqarfiit, Grønlands Lufthavnsvæsen. Statens Luftfartsvæsen fører tilsyn med flyvepladsen.

## Eksterne links
- AIP for BGIN fra Statens Luftfartsvæsen Arkiveret 24. februar 2012 hos  Wayback Machine